# Perpetua (personaggio)
Perpetua è un personaggio immaginario presente ne I promessi sposi, romanzo di Alessandro Manzoni.

## Descrizione
Perpetua è la serva di don Abbondio. Dal romanzo si possono desumere le date di nascita e di morte (1588-1630). Il suo padrone le è molto affezionato, ma, nonostante la donna gli dia preziosi consigli, egli non ne usufruisce per paura delle possibili conseguenze (come accade ad esempio nel primo capitolo). È molto affezionata e devota a Don Abbondio e quando può lo aiuta. Dal romanzo emerge sia il suo tipico carattere da popolana, battagliero e verace, sia il suo difetto e punto debole: l'essere un po' pettegola.
Come scrisse Alessandro Manzoni, ella:

## Biografia del personaggio

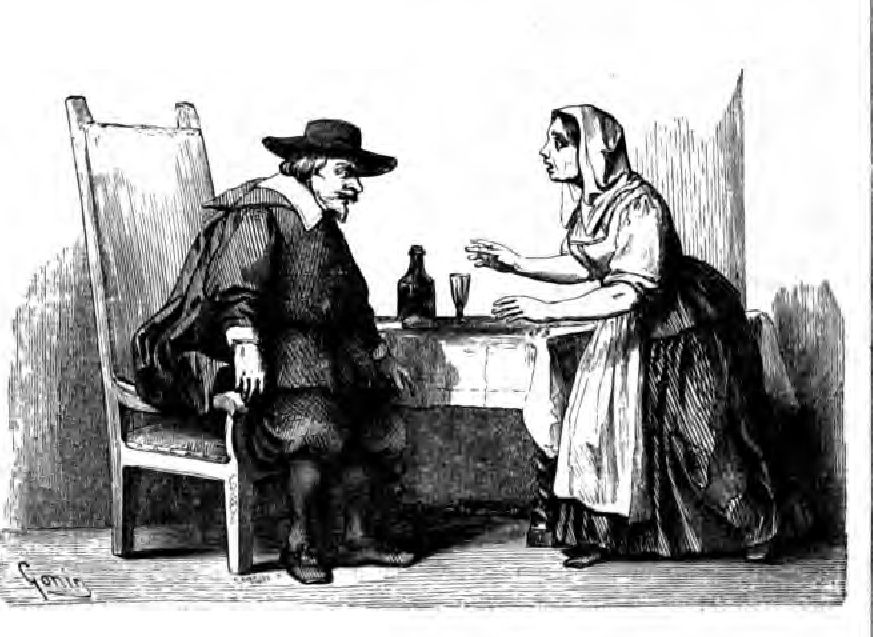
Perpetua e Don Abbondio

Perpetua ha passato l'età sinodale dei quarant'anni, non si è sposata e racconta di aver avuto due pretendenti (Beppe Suolavecchia e Anselmo Lunghigna), motivando il suo essere nubile dicendo di "averli rifiutati", mentre le sue amiche dicevano che "non aveva trovato nessun cane che la volesse".
La sua fortuna dipende dagli attributi di spontaneo popolarismo che la informano. La sua indiscrezione è quella affettuosa della "serva padrona"; è donna poco docile, facile al brontolìo e alle fantasticaggini. È una colorita appendice di don Abbondio rispetto al quale mostra maggior saggezza e senso pratico, come quando suggerisce a Don Abbondio di informare l'arcivescovo delle prepotenze di Don Rodrigo o quando irride alle paure del curato affermando che "le schioppettate non si dànno via come confetti". "I pareri di Perpetua" a Don Abbondio torneranno in mente quando sarà chiamato dall'arcivescovo a render conto del suo operato. Il dialogo di Perpetua, ricco di proprietà "comaresche", è veloce, incisivo, istintivo. Ella per sfuggire dalla temibile avanzata dei Lanzichenecchi, si reca al castello dell'Innominato (divenuto benefattore in seguito alla svolta spirituale antecedente) con Agnese e Don Abbondio. Muore durante la peste di Milano,all'età di circa 42 anni. Il suo decesso viene citato nel XXXIII capitolo in una breve sequenza dialogica tra Renzo e Don Abbondio (che si limita a menzionarla senza spendere neanche una parola di rimpianto).

## L'antonomasia
Fino alla pubblicazione del romanzo, il termine Perpetua era solamente un nome proprio femminile. Ma grazie al grande successo del libro, per antonomasia, la parola "perpetua" ha iniziato ad essere usata, in lingua italiana, per indicare sia la donna che lavora come domestica nella casa di un sacerdote, sia una donna particolarmente pettegola. I due significati derivano dalla mansione da lei svolta (domestica di Don Abbondio) e dalla sua natura, che si manifesta la prima volta nel secondo capitolo, nel quale si lascia scappare qualche informazione di troppo sui veri motivi per cui il suo padrone aveva rinviato il matrimonio dei protagonisti del romanzo.